# Leichtathletik-Halleneuropameisterschaften 2025
Die 38. Leichtathletik-Halleneuropameisterschaften fanden vom 6. bis zum 9. März 2025 in der niederländischen Stadt Apeldoorn statt. Für die Wettkämpfe ist die Omnisport Apeldoorn vorgesehen. Am 6. Mai 2022 vergab das Council der European Athletic Association (EAA) die Veranstaltung auf ihrem 164. Treffen in München an das niederländische Apeldoorn. Nach den Halleneuropameisterschaften 1973 in Rotterdam und den Halleneuropameisterschaften 1989 in Den Haag wurden die Niederlande zum dritten Mal als Schauplatz der Wettkämpfe ausgewählt. Der niederländische Leichtathletikverband Koninklijke Nederlandse Atletiek Unie (kurz: Atletiekunie) ist Ausrichter der Europameisterschaften.

## Medaillenspiegel
| Medaillenspiegel Endstand nach 27 von 27 Entscheidungen | Medaillenspiegel Endstand nach 27 von 27 Entscheidungen | Medaillenspiegel Endstand nach 27 von 27 Entscheidungen | Medaillenspiegel Endstand nach 27 von 27 Entscheidungen | Medaillenspiegel Endstand nach 27 von 27 Entscheidungen | Medaillenspiegel Endstand nach 27 von 27 Entscheidungen |
| Platz                                                   | Nation                                                  | Gold                                                    | Silber                                                  | Bronze                                                  | Gesamt                                                  |
| ------------------------------------------------------- | ------------------------------------------------------- | ------------------------------------------------------- | ------------------------------------------------------- | ------------------------------------------------------- | ------------------------------------------------------- |
| 1                                                       | Niederlande                                             | 7                                                       | 2                                                       | -                                                       | 9                                                       |
| 2                                                       | Italien                                                 | 3                                                       | 1                                                       | 2                                                       | 6                                                       |
| 3                                                       | Norwegen                                                | 3                                                       | 1                                                       | 1                                                       | 5                                                       |
| 4                                                       | Schweiz                                                 | 2                                                       | 3                                                       | -                                                       | 5                                                       |
| 5                                                       | Polen                                                   | 2                                                       | 1                                                       | 1                                                       | 4                                                       |
| 6                                                       | Ukraine                                                 | 2                                                       | -                                                       | -                                                       | 2                                                       |
| 7                                                       | Frankreich                                              | 1                                                       | 3                                                       | 4                                                       | 8                                                       |
| 8                                                       | Vereinigtes Königreich                                  | 1                                                       | 3                                                       | 3                                                       | 7                                                       |
| 9                                                       | Spanien                                                 | 1                                                       | 1                                                       | 2                                                       | 4                                                       |
| 10                                                      | Rumänien                                                | 1                                                       | 1                                                       | -                                                       | 2                                                       |
| 11                                                      | Irland                                                  | 1                                                       | -                                                       | 2                                                       | 3                                                       |
| 12                                                      | Finnland                                                | 1                                                       | -                                                       | 1                                                       | 2                                                       |
| 13                                                      | Bulgarien                                               | 1                                                       | -                                                       | -                                                       | 2                                                       |
| 13                                                      | Griechenland                                            | 1                                                       | -                                                       | -                                                       | 1                                                       |
| 13                                                      | Ungarn                                                  | 1                                                       | -                                                       | -                                                       | 1                                                       |
| 16                                                      | Deutschland                                             | -                                                       | 2                                                       | 2                                                       | 4                                                       |
| 17                                                      | Belgien                                                 | -                                                       | 2                                                       | 1                                                       | 3                                                       |
| 17                                                      | Schweden                                                | -                                                       | 2                                                       | 1                                                       | 3                                                       |
| 19                                                      | Portugal                                                | -                                                       | 1                                                       | 3                                                       | 4                                                       |
| 20                                                      | Tschechien                                              | -                                                       | 1                                                       | 2                                                       | 3                                                       |
| 21                                                      | Slowenien                                               | -                                                       | 1                                                       | 1                                                       | 2                                                       |
| 22                                                      | Serbien                                                 | -                                                       | 1                                                       | -                                                       | 1                                                       |
| 23                                                      | Luxemburg                                               | -                                                       | -                                                       | 1                                                       | 1                                                       |
| Total                                                   | Total                                                   | 28                                                      | 26                                                      | 27                                                      | 81                                                      |

## Ergebnisse

### Frauen

#### 60 m
| Platz | Athletin               | Land | Zeit (s)   |
| ----- | ---------------------- | ---- | ---------- |
| 1     | Zaynab Dosso           | ITA  | 7,01 WL NR |
| 2     | Mujinga Kambundji      | SUI  | 7,02 SB    |
| 3     | Patrizia van der Weken | LUX  | 7,06 NR    |
| 4     | Ewa Swoboda            | POL  | 7,07 SB    |
| 5     | Rani Rosius            | BEL  | 7,10       |
| 6     | Amy Hunt               | GBR  | 7,10       |
| 7     | Boglárka Takács        | HUN  | 7,12       |
| 8     | Karolína Maňasová      | CZE  | 7,14       |

Halleneuropameisterin 2023:  Mujinga Kambundji

#### 400 m
| Platz | Athletin               | Land | Zeit (s)  |
| ----- | ---------------------- | ---- | --------- |
| 1     | Lieke Klaver           | NED  | 50,38     |
| 2     | Henriette Jæger        | NOR  | 50,45     |
| 3     | Paula Sevilla          | ESP  | 50,99 =NR |
| 4     | Lurdes Gloria Manuel   | CZE  | 51,38     |
| 5     | Justyna Święty-Ersetic | POL  | 51,59     |
| 6     | Alice Mangione         | ITA  | 51,84     |

Halleneuropameisterin 2023:  Femke Bol

#### 800 m
| Platz | Athletin       | Land | Zeit (min) |
| ----- | -------------- | ---- | ---------- |
| 1     | Anna Wielgosz  | POL  | 2:02,09    |
| 2     | Clara Liberman | FRA  | 2:02,32    |
| 3     | Anita Horvat   | SLO  | 2:02,52    |
| 4     | Eloisa Coiro   | ITA  | 2:02,59    |
| 5     | Rachel Pellaud | SUI  | 2:03,87    |
| 6     | Audrey Werro   | SUI  | 2:27,37    |

Halleneuropameisterin 2023:  Keely Hodgkinson

#### 1500 m
| Platz | Athletin            | Land | Zeit (min) |
| ----- | ------------------- | ---- | ---------- |
| 1     | Agathe Guillemot    | FRA  | 4:07,23    |
| 2     | Salomé Afonso       | POR  | 4:07,66    |
| 3     | Revée Walcott-Nolan | GBR  | 4:08,45    |
| 4     | Georgia Hunter Bell | GBR  | 4:08,45    |
| 5     | Esther Guerrero     | ESP  | 4:09,45    |
| 6     | Weronika Lizakowska | POL  | 4:09,64    |
| 7     | Patrícia Silva      | POR  | 4:09,97    |
| 8     | Joceline Wind       | SUI  | 4:10,42    |

Halleneuropameisterin 2023:  Laura Muir

#### 3000 m
| Platz | Athletin                | Land | Zeit (min) |
| ----- | ----------------------- | ---- | ---------- |
| 1     | Sarah Healy             | IRL  | 8:52,86    |
| 2     | Melissa Courtney-Bryant | GBR  | 8:52,92    |
| 3     | Salomé Afonso           | POR  | 8:53,42    |
| 4     | Marta García            | ESP  | 8:53,67    |
| 5     | Sarah Madeleine         | FRA  | 8:53,96    |
| 6     | Hannah Nuttall          | GBR  | 8:54,60    |
| 7     | Lea Meyer               | GER  | 8:55,62    |
| 8     | Innes Fitzgerald        | GBR  | 8:57,00    |

Halleneuropameisterin 2023:  Hanna Klein

#### 60 m Hürden
| Platz        | Athletin         | Land | Zeit (s)      |
| ------------ | ---------------- | ---- | ------------- |
| 1            | Ditaji Kambundji | SUI  | 7,67 ER CR WL |
| 2            | Nadine Visser    | NED  | 7,72 NR       |
| 3            | Pia Skrzyszowska | POL  | 7,83 SB       |
| 4            | Sarah Lavin      | IRL  | 7,92 SB       |
| 5            | Reetta Hurske    | FIN  | 8,00          |
| 6            | Marlene Meier    | GER  | 8,04          |
|              | Luca Kozák       | HUN  | DNF           |
| Lotta Harala | FIN              | DNF  |               |

Halleneuropameisterin 2023:  Reetta Hurske

#### 4 × 400 m Staffel
| Platz | Land           | Athletin                                                               | Zeit (min)       |
| ----- | -------------- | ---------------------------------------------------------------------- | ---------------- |
| 1     | Niederlande    | Lieke Klaver Nina Franke Cathelijn Peeters Femke Bol                   | 3:24,34 WL CR NR |
| 2     | Großbritannien | Lina Nielsen Hannah Kelly Emily Newnham Amber Anning                   | 3:24,89 NR       |
| 3     | Tschechien     | Lada Vondrová Nikoleta Jíchová Tereza Petržilková Lurdes Gloria Manuel | 3:25,31 NR       |
| 4     | Spanien        | Paula Sevilla Eva Santidrián Daniela Fra Blanca Hervás                 | 3:25,68 NR       |
| 5     | Frankreich     | Camille Séri Louise Maraval Marjorie Veyssiere Amandine Brossier       | 3:25,80 NR       |
| 6     | Irland         | Rachel McCann Lauren Cadden Arlene Crossan Cliodhna Manning            | 3:32,72 SB       |

Halleneuropameister 2023:  Niederlande (Lieke Klaver, Eveline Saalberg, Cathelijn Peeters, Femke Bol)

#### Hochsprung
| Platz | Athletin              | Land | Höhe (m) |
| ----- | --------------------- | ---- | -------- |
| 1     | Jaroslawa Mahutschich | UKR  | 1,99     |
| 2     | Angelina Topić        | SRB  | 1,95     |
| 3     | Engla Nilsson         | SWE  | 1,92 PB  |
| 4     | Christina Honsel      | GER  | 1,92     |
| 5     | Morgan Lake           | GBR  | 1,92     |
| 6     | Imke Onnen            | GER  | 1,89     |
| 6     | Elisabeth Pihela      | EST  | 1,89 =SB |
| 8     | Marija Vuković        | MNE  | 1,85     |

Halleneuropameisterin 2023:  Jaroslawa Mahutschich

#### Stabhochsprung
| Platz | Athletin           | Land | Höhe (m) |
| ----- | ------------------ | ---- | -------- |
| 1     | Angelica Moser     | SUI  | 4,80 SB  |
| 2     | Tina Šutej         | SVN  | 4,75 SB  |
| 3     | Marie-Julie Bonnin | FRA  | 4,70     |
| 4     | Elina Lampela      | LTU  | 4,70 PB  |
| 5     | Roberta Bruni      | ITA  | 4,70 =SB |
| 6     | Amálie Švábíková   | CZE  | 4,65 =SB |
| 7     | Elisa Molinarolo   | ITA  | 4,55     |
| 7     | Elien Vekemans     | BEL  | 4,55     |

Halleneuropameisterin 2023:  Wilma Murto

#### Weitsprung
| Platz | Athletin          | Land | Weite (m) |
| ----- | ----------------- | ---- | --------- |
| 1     | Larissa Iapichino | ITA  | 6,94 SB   |
| 2     | Annik Kälin       | SUI  | 6,90 NR   |
| 3     | Malaika Mihambo   | GER  | 6,88      |
| 4     | Milica Gardašević | SRB  | 6,75 SB   |
| 5     | Fátima Diame      | ESP  | 6,73      |
| 6     | Plamena Mitkowa   | BGR  | 6,63      |
| 7     | Pauline Hondema   | NED  | 6,50      |
| 8     | Mikaelle Assani   | GER  | 6,32      |

Halleneuropameisterin 2023:  Jazmin Sawyers

#### Dreisprung
| Platz | Athletin               | Land | Weite (m) |
| ----- | ---------------------- | ---- | --------- |
| 1     | Ana Peleteiro-Compaoré | ESP  | 14,37 EL  |
| 2     | Diana Ion              | ROU  | 14,31 PB  |
| 3     | Senni Salminen         | FIN  | 13,99     |
| 4     | Dovilė Kilty           | LTU  | 13,80     |
| 5     | Tuğba Danışmaz         | TUR  | 13,79     |
| 6     | Ilionis Guillaume      | FRA  | 13,54     |
| 7     | Gabriela Petrowa       | BGR  | 13,51     |
| 8     | Neja Filipič           | SVN  | 13,39     |

Halleneuropameisterin 2023:  Tuğba Danışmaz

#### Kugelstoßen
| Platz | Athletin            | Land | Weite (m)   |
| ----- | ------------------- | ---- | ----------- |
| 1     | Jessica Schilder    | NED  | 20,69 WL NR |
| 2     | Yemisi Ogunleye     | GER  | 19,56       |
| 3     | Auriol Dongmo       | POR  | 19,26 SB    |
| 4     | Fanny Roos          | SWE  | 19,11 SB    |
| 5     | Jéssica Inchude     | POR  | 18,91       |
| 6     | Alina Kenzel        | GER  | 18,89 PB    |
| 7     | Katharina Maisch    | GER  | 18,67       |
| 8     | Jorinde van Klinken | NED  | 18,41       |

Halleneuropameisterin 2023:  Auriol Dongmo

#### Fünfkampf
| Platz | Athletin              | Land | Punkte           |
| ----- | --------------------- | ---- | ---------------- |
| 1     | Saga Vanninen         | FIN  | 4922 EU23R WL NR |
| 2     | Sofie Dokter          | NED  | 4826 PB          |
| 3     | Kate O’Connor         | IRL  | 4781 NR          |
| 4     | Jade O’Dowda          | GBR  | 4751 PB          |
| 5     | Paulina Ligarska      | POL  | 4569             |
| 6     | Sveva Gerevini        | ITA  | 4487             |
| 7     | Sandrina Sprengel     | GER  | 4455 =PB         |
| 8     | Beatričė Juškevičiūtė | LTU  | 4413 PB          |

Halleneuropameisterin 2023:  Nafissatou Thiam

### Männer

#### 60 m
| Platz | Athlet            | Land | Zeit (s)   |
| ----- | ----------------- | ---- | ---------- |
| 1     | Jeremiah Azu      | GBR  | 6,49 EL PB |
| 2     | Henrik Larsson    | SWE  | 6,52 NR    |
| 3     | Andrew Robertson  | GBR  | 6,55 SB    |
| 4     | Elvis Afrifa      | NED  | 6,55 NR    |
| 5     | Kevin Kranz       | GER  | 6,57 =SB   |
| 6     | Guillem Crespí    | ESP  | 6,59       |
| 7     | Carlos Nascimento | POR  | 6,62       |
| 8     | Taymir Burnet     | NED  | 6,66       |

Halleneuropameister 2023:  Samuele Ceccarelli

#### 400 m
| Platz | Athlet             | Land | Zeit (s)       |
| ----- | ------------------ | ---- | -------------- |
| 1     | Attila Molnár      | HUN  | 45,25          |
| 2     | Maksymilian Szwed  | POL  | 45,31 EU23R NR |
| 3     | Jimy Soudril       | FRA  | 45,59 PB       |
| 4     | Iñaki Cañal        | ESP  | 45,88          |
| 5     | Isaya Klein Ikkink | NED  | 46,20          |
| 6     | João Coelho        | POR  | 46,46          |

Halleneuropameister 2023:  Karsten Warholm

#### 800 m
| Platz | Athlet            | Land | Zeit (min) |
| ----- | ----------------- | ---- | ---------- |
| 1     | Samuel Chapple    | NED  | 1:44,88 NR |
| 2     | Eliott Crestan    | BEL  | 1:44,92    |
| 3     | Mark English      | IRL  | 1:45,46    |
| 4     | Catalin Tecuceanu | ITA  | 1:45,57    |
| 5     | Josué Canales     | ESP  | 1:45,88    |
| 6     | Ryan Clarke       | NED  | 1:46,47    |

Halleneuropameister 2023:  Adrián Ben

#### 1500 m
| Platz          | Athlet             | Land | Zeit (min) |
| -------------- | ------------------ | ---- | ---------- |
| 1              | Jakob Ingebrigtsen | NOR  | 3:36,56    |
| 2              | Azeddine Habz      | FRA  | 3:36,92    |
| 3              | Isaac Nader        | POR  | 3:37,10    |
| 4              | Neil Gourley       | GBR  | 3:38,29    |
| 5              | Louis Gilavert     | FRA  | 3:38,84    |
| 6              | Samuel Pihlström   | SWE  | 3:39,07    |
| 7              | Ruben Verheyden    | CZE  | 3:41,70    |
|                | Robert Farken      | GER  | DNF        |
| Paul Anselmini | FRA                | DSQ  |            |

Halleneuropameister 2023:  Jakob Ingebrigtsen

#### 3000 m
| Platz | Athlet             | Land | Zeit (min) |
| ----- | ------------------ | ---- | ---------- |
| 1     | Jakob Ingebrigtsen | NOR  | 7:48,37 SB |
| 2     | George Mills       | GBR  | 7:49,41    |
| 3     | Azeddine Habz      | FRA  | 7:50,48    |
| 4     | Andreas Almgren    | SWE  | 7:50,66    |
| 5     | James West         | GBR  | 7:51,46    |
| 6     | Andrew Coscoran    | IRL  | 7:51,77    |
| 7     | Florian Bremm      | GER  | 7:55,83    |
| 8     | Stefan Nillessen   | NED  | 7:55,83    |

Halleneuropameister 2023:  Jakob Ingebrigtsen

#### 60 m Hürden
| Platz | Athlet            | Land | Zeit (s) |
| ----- | ----------------- | ---- | -------- |
| 1     | Jakub Szymański   | POL  | 7,43     |
| 2     | Wilhem Belocian   | FRA  | 7,45     |
| 3     | Just Kwaou-Mathey | FRA  | 7,50     |
| 4     | Abel Jordán       | ESP  | 7,54     |
| 5     | Job Geerds        | NED  | 7,61     |
| 6     | Michael Obasuyi   | BEL  | 7,63     |
| 7     | Asier Martínez    | ESP  | 7,68     |
|       | Enrique Llopis    | ESP  | DNS      |

Halleneuropameister 2023:  Jason Joseph

#### 4 × 400 m Staffel
| Platz | Land           | Athletin                                                          | Zeit (min) |
| ----- | -------------- | ----------------------------------------------------------------- | ---------- |
| 1     | Niederlande    | Eugene Omalla Nick Smidt Isaya Klein Ikkink Tony van Diepen       | 3:04,95 EL |
| 2     | Spanien        | Markel Fernández Manuel Guijarro Óscar Husillos Bernat Erta       | 3:05,18 NR |
| 3     | Belgien        | Julien Watrin Christian Iguacel Florent Mabille Jonathan Sacoor   | 3:05,18 SB |
| 4     | Großbritannien | Alex Haydock-Wilson Efekemo Okoro Joshua Faulds Alastair Chalmers | 3:05,49 SB |
| 5     | Frankreich     | Yann Spillmann Predea Manounou Felix Levasseur Téo Andant         | 3:05,83 NR |
| 6     | Tschechien     | Michal Desenský Vít Müller Mikuláš Mutinský Milan Ščibráni        | 3:08,28 SB |

Halleneuropameister 2023:  Belgien (Dylan Borlée, Alexander Doom, Kévin Borlée, Julien Watrin)

#### Hochsprung
| Platz | Athlet             | Land | Höhe (m)   |
| ----- | ------------------ | ---- | ---------- |
| 1     | Oleh Doroschtschuk | UKR  | 2,34 WL PB |
| 2     | Jan Štefela        | CZE  | 2,29       |
| 3     | Matteo Sioli       | ITA  | 2,29 PB    |
| 4     | Manuel Lando       | ITA  | 2,26 =PB   |
| 5     | Dmytro Nikitin     | UKR  | 2,26       |
| 6     | Tobias Potye       | GER  | 2,16       |
| 7     | Alperen Acet       | TUR  | 2,17       |
| 7     | Daniel Kosonen     | FIN  | 2,17       |

Halleneuropameister 2023:  Douwe Amels

#### Stabhochsprung
| Platz | Athlet               | Land | Höhe (m) |
| ----- | -------------------- | ---- | -------- |
| 1     | Emmanouil Karalis    | GRC  | 5,90     |
| 1     | Menno Vloon          | NED  | 5,90 SB  |
| 3     | Sondre Guttormsen    | NOR  | 5,90 PB  |
| 4     | Thibaut Collet       | FRA  | 5,85     |
| 5     | Ben Broeders         | BEL  | 5,70     |
| 6     | Valters Kreišs       | LAT  | 5,70     |
| 7     | Bo Kanda Lita Baehre | GER  | 5,70     |
| 8     | David Holý           | CZE  | 5,70     |

Halleneuropameister 2023:  Sondre Guttormsen

#### Weitsprung
| Platz | Athlet                | Land | Weite (m) |
| ----- | --------------------- | ---- | --------- |
| 1     | Boschidar Sarabojukow | BUL  | 8,13      |
| 2     | Mattia Furlani        | ITA  | 8,12      |
| 3     | Lester Lescay         | ESP  | 8,12 SB   |
| 4     | Gerson Baldé          | POR  | 8,07      |
| 5     | Jaime Guerra          | ESP  | 8,06      |
| 6     | Radek Juška           | CZE  | 7,97 SB   |
| 7     | Thobias Montler       | SWE  | 7,94      |
| 8     | Andreas Trajkovski    | MKD  | 7,65      |

Halleneuropameister 2023:  Miltiadis Tendoglou

#### Weitsprung (Para-Leichtathletik)
| Platz | Athlet                  | Land | Weite (m) |
| ----- | ----------------------- | ---- | --------- |
| 1     | Joël de Jong (T63)      | NED  | 7,36      |
| 2     | Ranki Oberoi (T20)      | NED  | 6,84      |
| 3     | Daniel Wagner (T42)     | DEN  | 6,63      |
| 4     | Noah Mbuyamba (T63)     | NED  | 6,41      |
| 5     | Luke Sinnott (T63)      | GBR  | 6,33      |
| 6     | Valentin Bertrand (T37) | FRA  | 5,50      |

#### Dreisprung
| Platz | Athlet            | Land | Weite (m) |
| ----- | ----------------- | ---- | --------- |
| 1     | Andy Díaz         | ITA  | 17,71 WL  |
| 2     | Max Heß           | GER  | 17,43 SB  |
| 3     | Andrea Dallavalle | ITA  | 17,19     |
| 4     | Thomas Gogois     | FRA  | 16,51     |
| 5     | Tiago Pereira     | POR  | 16,45     |
| 6     | Rustam Məmmədov   | AZE  | 16,40     |
| 7     | Can Özüpek        | TUR  | 16,29     |
| 8     | Melvin Raffin     | FRA  | 16,08     |

Halleneuropameister 2023:  Pedro Pichardo

#### Kugelstoßen
| Platz | Athlet            | Land | Weite (m) |
| ----- | ----------------- | ---- | --------- |
| 1     | Andrei Toader     | ROU  | 21,27 NR  |
| 2     | Wictor Petersson  | SWE  | 21,04     |
| 3     | Tomáš Staněk      | CZE  | 20,75     |
| 4     | Scott Lincoln     | GBR  | 20,73     |
| 5     | Armin Sinančević  | SRB  | 20,49     |
| 6     | Nick Ponzio       | ITA  | 20,26     |
| 7     | Artem Lewtschenko | UKR  | 19,72     |
| 8     | Zane Weir         | ITA  | 19,57     |

Halleneuropameister 2023:  Zane Weir

#### Siebenkampf
| Platz | Athlet            | Land | Punkte        |
| ----- | ----------------- | ---- | ------------- |
| 1     | Sander Skotheim   | NOR  | 6558 ER CR WL |
| 2     | Simon Ehammer     | SUI  | 6506 NR       |
| 3     | Till Steinforth   | GER  | 6388 NR       |
| 4     | Johannes Erm      | EST  | 6380 NR       |
| 5     | Jente Hauttekeete | BEL  | 6259 =NR      |
| 6     | Vilém Stráský     | CZE  | 6162 PB       |
| 7     | Rasmus Roosleht   | EST  | 6062 PB       |
| 8     | Jeff Tesselaar    | NED  | 5938 PB       |

Halleneuropameister 2023:  Kevin Mayer

### Mixed

#### 4 × 400 m Staffel
| Platz | Land                   | Athleten                                                          | Zeit (min)    |
| ----- | ---------------------- | ----------------------------------------------------------------- | ------------- |
| 1     | Niederlande            | Nick Smidt Eveline Saalberg Tony van Diepen Femke Bol             | 3:15,63 CR SB |
| 2     | Belgien                | Julien Watrin Imke Vervaet Christian Iguacel Helena Ponette       | 3:16,19       |
| 3     | Vereinigtes Königreich | Alastair Chalmers Emily Newnham Joshua Faulds Lina Nielsen        | 3:06,59 SB    |
| 4     | Spanien                | Manuel Guijarro Carmen Avilés Bernat Erta Daniela Fra             | 3:17,12       |
| 5     | Irland                 | Conor Kelly Phil Healy Marcus Lawler Sharlene Mawdsley            | 3:17,63 SB    |
| 6     | Tschechien             | Michal Desenský Marcela Pírková Milan Ščibráni Tereza Petržilková | 3:19,17       |